# DVD-проигрыватель
Устройство для проигрывания DVD-дисков. Практически все DVD-проигрыватели поддерживают функцию аудиопроигрывателя. Стационарные DVD-проигрыватели предназначены для эксплуатации с внешним видеоустройством (обычно с телевизором), и обычно питаются от комнатной электросети. Портативные DVD-проигрыватели оснащены собственным монитором и аудиоколонками и аккумуляторной батареей. Через прилагаемый блок  питания может работать от сети. (Блок питания портативного DVD-проигрывател также выполняет функцию зарядного устройство.)

## Разновидности и подклассы
Конструктивно DVD-проигрыватели могут быть следующими:
DVD-проигрыватель (рус. Ди-Ви-Ди-проигрыватель) —
- Физическая (аппаратная) составляющая: автономное устройство, содержащее оптический привод-дисковод для считывания данных с DVD-диска (в частности DVD-Audio и HD DVD). При этом следует учесть, что DVD-проигрыватели поддерживают и CD, а выпускавшиеся ранее проигрыватели компакт-дисков DVD не поддерживают, в свою очередь появившиеся позже большинство blue ray-проигрывателей поддерживают DVD.
- Программная составляющая: микропрограмма («прошивка»), предназначенная для воспроизведения (проигрывания) содержимого DVD-Video.

DVD-проигрывателем также обычно называется компьютерная программа-медиаплеер, для воспроизведения файлов стандарта DVD (в том числе записанных на других видах носителей в виде файлов или образа диска) и имитирующая аппаратное воспроизведение (к примеру, меню диска, выбор языка субтитров и т. д.).
Существует большое число устройств, позволяющих воспроизводить DVD-диски различного содержания и формата. К основным можно отнести:
- программные: компьютер или ноутбук или игровая консоль с DVD-приводом со встроенным DVD-приводом;
- переносные DVD-проигрыватели со встроенным видеоэкраном (видеомонитором) (в том числе, автомобильные DVD-плееры);
- переносные DVD-проигрыватели без встроенного видеоэкрана;
- стационарные DVD-проигрыватели (обычно настольные);
- различные гибридные устройство, как то проигрыватели с жёстким диском, VHS-рекордером (видеомагнитофоном) или CD-проигрывателем;
- DVD-рекордеры (DVD-устройство, также имеющее функцию и записи на DVD-диски)

## Обозначение
На DVD-проигрывателях ставился логотип, обозначающий их возможность проигрывания/записи тех или иных типов дисков. По мере разработки и внедрения новых типов DVD-проигрывателей эволюционировали и пиктограммы обозначающие возможности проигрывателей (каждый последующий тип поддерживал форматы дисков всех предыдущих):
- На первых моделях, поддерживающих только чтение со штампованных дисков
- Как вариант оформления
- Поддержка DVD-Audio, после появления стандарта
- В дальнейшем без разделения, так как поддерживали оба типа
- С началом поддержки устройствами нескольких форматов компрессии отличных от DVD-стандарта (DivX, MP3 и т.д.)
- Поддержка записываемых дисков DVD-R и(или) DVD+R
- Поддержка перезаписываемых дисков DVD-RW и(или) DVD+RW
- Поддержка перезаписываемых дисков DVD-RAM
- Поддержка воспроизведения и записи разных типов DVD дисков

Кроме логотипов проигрываемых DVD-дисков, обычно также обозначали пиктограммами-логотипами и другие поддерживаемые форматы дисков, а также форматы декодирования звука и изображения.

## Стационарные
Стационарные проигрыватели предназначены для использования в составе домашнего кинотеатра или непосредственно с телевизором. Ряд моделей дополнительно предлагают возможность воспроизведения ряда других форматов: MP3, WMA, Audio-CD, VCD, SVCD, JPEG, DVD-Audio, видеофайлов в форматах MPEG, MPEG-2, DivX, записанных на CD или DVD-диске, а также исполнения караоке. Некоторые китайские модели оснащены эмуляторами игровых приставок, продаются в комплекте с геймпадами и диском с ROM’ами игр; даже при отсутствии в комплектации геймпада и диска, при наличии USB-гнезда, есть возможность подключить сторонний, но иногда требуется файл эмулятора на диске с играми.
На основе DVD существуют видеоигры (по сути это интерактивное меню со вставкой видеороликов), в основном симуляторы телеигр («Кто хочет стать миллионером?», «Поле чудес», «Угадай мелодию»), обучающие игры и квесты (не путать обычными игровыми программами, записанными на DVD-ROM для PC). Также современные модели имеют встроенный USB-разъем, предназначенный для воспроизведения видео и аудиофайлов различных форматов с флеш-накопителей, тем самым преобразовывая DVD-проигрыватель для использования иного (не-DVD) носителя. Некоторые проигрыватели с USB-портом способны загрузить Linux с флешки.
В России в 2002 году продажи DVD-плееров составили 330 тысяч штук, а в 2004 году продажи достигли 1,5 миллионов штук.

## Устройство
Проигрыватель состоит из корпуса, панели управления, дисковода, платы питания и нескольких плат с электронными компонентами. Дисковод имеет открытое строение и крепится к корпусу винтами. Дисковод соединяется с платой шлейфами с небольшими разъёмами. На плате располагаются микросхемы и другие компоненты. Главной микросхемой является процессор, опционально снабжённый радиатором.
- Типичная внутренняя компоновка бюджетного DVD-плеера. Углубления лотка для DVD-диска стандартного размера и мини-DVD
- DVD-R размера мини-DVD
- DVD-рекордер, устройство чтения/записи оптических дисков представляет типовой внутренний DVD-ROM c IDE интерфейсом, внутренний накопитель — HDD
- «Видеодвойка» — устройство «переходного периода», совмещает в себе VHS-видеомагнитофон и DVD-проигрыватель с поддержкой DVD, VCD, CD
- DV824 (второй сверху) — стационарный DVD-проигрыватель (DVD-RAM-рекордер)
- Музыкальный центр с поддержкой DVD-дисков
- Портативный DVD-плеер со встроенным складным ЖК-дисплеем с поддержкой USB

## Устаревание
В связи с массовым распространением телевизоров высокой чёткости (HD, Full HD, Ultra HD и т. п.), формат DVD перестал обеспечивать потребности потребителя, касающиеся качества видеоизображения. На смену DVD пришёл новый формат — Blu-ray Disc (BD), позволяющий воспроизводить видео высокой четкости (Full HD и выше). Но большинство бытовых Blu-ray-проигрывателей совместимы с форматом DVD (и другими форматами, например VCD, DivX). Спад популярности также продиктован появлением дешевого массового домашнего высокоскоростного подключения к сети Интернет и, как следствие, становления индустрии цифровых онлайн-кинотеатров и прочих публичных видеохостингов. Объём продаж DVD-дисков на данный момент резко упал по сравнению с пиком его развития, но несмотря на это, в странах СНГ в наличии некоторых магазинов до сих пор имеются комплекты DVD-дисков за очень низкую цену.